# Collegio elettorale di Milano - Sesto San Giovanni
Il collegio di Milano - Sesto San Giovanni fu un collegio elettorale uninominale della Repubblica Italiana per l'elezione del Senato della Repubblica. Apparteneva alla Circoscrizione Lombardia e fu utilizzato per eleggere un senatore nella XII, XIII e XIV legislatura.
Venne istituito nel 1993 con la cosiddetta Legge Mattarella (Legge n. 276, Norme per l'elezione del Senato della Repubblica), attuata in seguito al referendum abrogativo del 1993. La legge istituì per la Camera dei deputati e per il Senato della Repubblica un sistema di elezione misto, in parte maggioritario e in parte proporzionale. Il 75% dei parlamentari dell'assemblea veniva eletto in collegi uninominali tramite sistema maggioritario a turno unico; il restante 25% al Senato veniva eletto tramite recupero proporzionale dei più votati non eletti attraverso un meccanismo di calcolo denominato "scorporo", cioè sottraendo dal conteggio dei voti totali di una lista nella parte proporzionale i voti ottenuti dai candidati collegati alla medesima lista che erano eletti nei collegi uninominali con il sistema maggioritario.
Il collegio venne abolito insieme a tutti gli altri che costituivano il Senato con la promulgazione della legge elettorale successiva, la cosiddetta Legge Calderoli. Questa prevedeva un sistema proporzionale con premio di maggioranza, che al Senato veniva attribuito a livello regionale.

## Territorio
Il collegio di Milano - Sesto San Giovanni era uno dei 35 collegi uninominali in cui era suddivisa la Lombardia e, come previsto dal D.Lgs. del 20 dicembre 1993 n. 535, comprendeva la parte settentrionale del comune di Milano, oltre ai comuni di Bresso e Sesto San Giovanni.

## Eletti
| Elezione | Elezione | Senatore             | Partito                  |
| -------- | -------- | -------------------- | ------------------------ |
|          | 1994     | Celestino Pedrazzini | Polo delle Libertà (LN)  |
|          | 1996     | Antonio Pizzinato    | L'Ulivo (PDS)            |
|          | 2001     | Antonio Del Pennino  | Casa delle Libertà (PRI) |

## Dati elettorali

### XII legislatura
|                               | Celestino Pedrazzini ✔️ Eletto | Polo delle Libertà           | 63 379  | 40,85 |  |  |  |  |  |
|                               | Aurelio Crippa ✔️ Eletto       | Progressisti                 | 48 942  | 31,55 |  |  |  |  |  |
|                               | Maria Pia Zatta Zucchelli      | Patto per l'Italia           | 15 436  | 9,95  |  |  |  |  |  |
|                               | Cristina Berbenni              | Alleanza Nazionale           | 11 567  | 7,46  |  |  |  |  |  |
|                               | Myriam Cazzavillan             | Lista Pannella-Riformatori   | 7 119   | 4,59  |  |  |  |  |  |
|                               | Giovanni Canesi                | Lega Alpina Lumbarda         | 3 888   | 2,51  |  |  |  |  |  |
|                               | Iride Biazzi                   | Partito Pensionati           | 2 913   | 1,88  |  |  |  |  |  |
|                               | Marianna De Pieri              | Lega di Angela Bossi         | 1 220   | 0,79  |  |  |  |  |  |
|                               | Roberto Baitelli               | Partito della Legge Naturale | 674     | 0,43  |  |  |  |  |  |
| Totale                        | Totale                         | Totale                       | 155 138 | 100   |  |  |  |  |  |
|                               |                                |                              |         |       |  |  |  |  |  |
| Voti non validi               | Voti non validi                | Voti non validi              | 6 116   | 3,79  |  |  |  |  |  |
| Votanti                       | Votanti                        | Votanti                      | 161 254 | 91,25 |  |  |  |  |  |
| Elettori                      | Elettori                       | Elettori                     | 176 722 |       |  |  |  |  |  |
|                               |                                |                              |         |       |  |  |  |  |  |
| Data: 27-28 marzo 1994        |                                |                              |         |       |  |  |  |  |  |
| Fonte: Ministero dell'interno |                                |                              |         |       |  |  |  |  |  |

### XIII legislatura
|                               | Antonio Pizzinato ✔️ Eletto | L'Ulivo                                  | 63 682  | 42,71 |  |  |  |  |  |
|                               | Sergio Travaglia ✔️ Eletto  | Polo per le Libertà                      | 56 784  | 38,08 |  |  |  |  |  |
|                               | Celestino Pedrazzini        | Lega Nord                                | 19 256  | 12,91 |  |  |  |  |  |
|                               | Myriam Cazzavillan          | Lista Pannella-Sgarbi                    | 3 437   | 2,30  |  |  |  |  |  |
|                               | Sergio Gozzoli              | Movimento Sociale Fiamma Tricolore       | 2 521   | 1,69  |  |  |  |  |  |
|                               | Maria Rosa Macchi           | Lega per l'Autonomia - Alleanza Lombarda | 1 207   | 0,81  |  |  |  |  |  |
|                               | Vito Gasparetto             | Partito Socialista                       | 1 121   | 0,75  |  |  |  |  |  |
|                               | Mario Russo                 | Federazione Liste Civiche                | 1 107   | 0,74  |  |  |  |  |  |
| Totale                        | Totale                      | Totale                                   | 149 115 | 100   |  |  |  |  |  |
|                               |                             |                                          |         |       |  |  |  |  |  |
| Voti non validi               | Voti non validi             | Voti non validi                          | 6 311   | 4,06  |  |  |  |  |  |
| Votanti                       | Votanti                     | Votanti                                  | 155 426 | 88,25 |  |  |  |  |  |
| Elettori                      | Elettori                    | Elettori                                 | 176 125 |       |  |  |  |  |  |
|                               |                             |                                          |         |       |  |  |  |  |  |
| Data: 21 aprile 1996          |                             |                                          |         |       |  |  |  |  |  |
| Fonte: Ministero dell'interno |                             |                                          |         |       |  |  |  |  |  |

### XIV legislatura
|                               | Antonio Del Pennino ✔️ Eletto | Casa delle Libertà                       | 61 024  | 42,87 |  |  |  |  |  |
|                               | Antonio Pizzinato ✔️ Eletto   | L'Ulivo                                  | 55 123  | 38,72 |  |  |  |  |  |
|                               | Aurelio Crippa                | Partito della Rifondazione Comunista     | 8 644   | 6,07  |  |  |  |  |  |
|                               | Claudio Zucchi                | Lista Di Pietro                          | 4 905   | 3,45  |  |  |  |  |  |
|                               | Luciano Cavagnaro             | Lista Emma Bonino                        | 3 739   | 2,63  |  |  |  |  |  |
|                               | Corrado Sacerdote             | Lega per l'Autonomia - Alleanza Lombarda | 3 320   | 2,33  |  |  |  |  |  |
|                               | Egidio Vergine                | Partito Pensionati                       | 1 729   | 1,21  |  |  |  |  |  |
|                               | Giuseppe Mandelli             | Democrazia Europea                       | 1 599   | 1,12  |  |  |  |  |  |
|                               | Fabrizio Anile                | Fiamma Tricolore                         | 1 496   | 1,05  |  |  |  |  |  |
|                               | Marzio Gallina                | Forza Nuova                              | 399     | 0,28  |  |  |  |  |  |
|                               | Luciano Bertelli              | I Liberaldemocratici - Basta!            | 222     | 0,16  |  |  |  |  |  |
|                               | Giuseppe Babbini              | Partito Liberal-Popolare                 | 149     | 0,10  |  |  |  |  |  |
| Totale                        | Totale                        | Totale                                   | 142 349 | 100   |  |  |  |  |  |
|                               |                               |                                          |         |       |  |  |  |  |  |
| Voti non validi               | Voti non validi               | Voti non validi                          | 5 671   | 3,83  |  |  |  |  |  |
| Votanti                       | Votanti                       | Votanti                                  | 148 020 | 85,52 |  |  |  |  |  |
| Elettori                      | Elettori                      | Elettori                                 | 173 090 |       |  |  |  |  |  |
|                               |                               |                                          |         |       |  |  |  |  |  |
| Data: 13 maggio 2001          |                               |                                          |         |       |  |  |  |  |  |
| Fonte: Ministero dell'interno |                               |                                          |         |       |  |  |  |  |  |